# Брехунец, Михаил Игнатьевич
Михаил Игнатьевич Брехунец (1905—1956) — советский хозяйственный деятель, начальник Туркестано-Сибирской железной дороги (1938—1945) и Рязано-Уральской железной дороги (1945—1947). Член ВКП(б) с 1930.
Родился 24 января 1905 года на станции Харцизск в Донбассе в семье машиниста локомотивного депо, рано умершего.
С 1919 года ученик слесаря, слесарь, помощник машиниста (1925—1929), машинист (1929—1930) паровоза в том же депо, где раньше работал отец.
В 1929—1930 гг. заочно учился в Иловайском филиале рабфака Днепропетровского политехнического института, после окончания которого был принят в Ростовский институт путей сообщения, специальность инженер-механик.
В 1933—1937 гг. инженер, мастер подъёмочного, промывочного, заготовительного цехов, заместитель начальника, начальник цеха подъемки депо ст. Тайга Томской ЖД. Начальник паровозного депо Новороссийск (1937—1938), начальник паровозной службы Томской железной дороги (январь-август 1938).
С августа 1938 по 1945 год начальник Туркестано-Сибирской железной дороги. Организовал обучение рабочих массовых профессий, в том числе представителей казахской национальности. В 1939 году было построено три вагонных депо, два ремонтных пункта и мастерская по ремонту вагонных колесных пар. Активно строились электростанции, к 1940 году их число выросло до 27, выработка электроэнергии для потребления железнодорожными предприятиями увеличилась в 15 раз.
После начала войны на Туркестано-Сибирской магистрали проводилась работа по усилению пропускной способности и техническому оснащению, в паровозных и вагонных депо был освоен и средний ремонт паровозов, и капитальный ремонт вагонов. С 1941 по 1945 гг. были построены и введены в эксплуатацию 240 производственных объектов, в том числе: сталечугунолитейные цеха на станциях Алма-Ата, Семипалатинск, Аягуз и Джамбул, Алма-Атинский электротехнический завод НКПС. Продолжилось и было завершено строительство новых железнодорожных линий: Джамбул— Чулактау и ветка Талды-Курган —Текели. За время войны из депо Турксиба на прифронтовые дороги было отправлено 314 паровозов.
В 1943—1944 годах Турксиб командировал в западные районы СССР свыше 20 тысяч человек на восстановительные работы.
Начальник Рязано-Уральской железной дороги (февраль 1945 — март 1947).
С 1947 г. заместитель начальника Южной железной дороги.
Награждён орденами Ленина (1949), Красной Звезды (июль 1945 года — за успешное выполнение заданий по перевозкам оборонных и народнохозяйственных грузов в период войны), «Знак Почёта» (1939), Трудового Красного Знамени (01.08.1942), знаком «Почётный железнодорожник» (1943).